# Frans Verschoren
Frans Verschoren (Sint-Katelijne-Waver 5 maart 1874 - West-Malle 5 december 1951 was een Vlaamse schrijver.

## Biografie
Na zijn studies aan de normaalschool werd hij achtereenvolgens leraar te Lier en te Turnhout. 
Te Lier had hij Felix Timmermans als leerling. Vervolgens werd hij ook bestuurder van de rijksmiddelbare scholen Walcourt en later Boom